# Friedrichstraße 60 (Wernigerode)
Das Haus Friedrichstraße 60 war ein denkmalgeschütztes Gebäude im Stadtteil Hasserode von Wernigerode, Landkreis Harz, in Sachsen-Anhalt. Es handelte sich um die frühere Schule der Gemeinde Hasserode-Friedrichsthal. Das Gebäude wurde ca. um das Jahr 2010 wegen Baufälligkeit abgerissen.

## Lage
Das Gebäude Friedrichstraße 60 befand sich an der Südseite der durch Hasserode führenden Friedrichstraße, unweit der Christuskirche.

## Architektur und Geschichte
Es handelte sich um ein dreietagiges Haus im einfachen, funktionellen Fachwerkstil.
Dem Dichter Leopold Friedrich Günther von Goeckingk (1748–1828) ist es zu verdanken, dass das Kolonistendorf Hasserode-Friedrichsthal ein eigenes Schulgebäude bekommen hat. Goeckingk war 1788 als preußischer Kriegs-, Steuer- und Landrat nach Wernigerode berufen worden. Seiner Aufsicht unterstanden hier Polizei, Handel und Gewerbe sowie Straßen- und Häuserbau. Er selbst wohnte im Gebäude des heutigen Robert Koch-Instituts, Burgstraße 37, bis er eine lukrative Stelle in Berlin erhielt und im Juni 1793 Wernigerode verließ.
Wenn auch im heutigen Wernigerode kaum etwas an Goeckingk erinnert, so hat er hier doch bleibende Spuren hinterlassen. Eine davon ist das erste Schulgebäude in Hasserode, in das die Schüler 1791 einziehen durften, nachdem sie zuvor in einem engen Raum in der Pfarre an der Ecke zur heutigen Lutherstraße unterrichtet wurden. In einem Brief an den preußischen König und dessen Kriegs- und Domänenkammer schrieb er 1790:
Die Anzahl der Kinder hat sich in Friedrichsthal so sehr vermehrt, daß gegenwärtig 67 Kinder auf einmal die Vormittagsschule besuchen. Diese sitzen bey der Enge des Raums, wie ich mich selbst durch den Augenschein überzeugt habe, viel zu eng aufeinander gepreßt, so daß sie kaum die Arme beym Schreiben rühren können, und für den Prediger nicht Platz genug übrig bleibt, zwischen den Bänken sich bewegen zu können. Die jetzige Schulstube hat überdies die Lage, daß sich nicht füglich ein Zug anbringen läßt, daher die Dünste, zum Nachtheil des Lehrers und der Kinder, sich zu sehr sammeln. Die Stibe ließe sich nur da-durch vergrößern, wenn die daran stoßende Kammer dazu genommen würde, allein, da der Prediger außerdem nur eine Kammer hat, so kann er jene nicht entbehren, weil sonst gar keine Schlafstelle im Hause übrig bliebe, denn seine Wohnung ist an sich so enge, daß er schon sein Holz und seine Wellen auf dem Kirchenboden liegen haben muß. Er schlug damals vor, eines der Kolonistenhäuser an der Friedrichstraße käuflich zu erwerben und darin eine völlig geräumige Schulstube anzulegen.
Das Generaldirektorium in Berlin gab die entsprechende Genehmigung, die Anfang 1791 in Wernigerode ein. Goeckingk hatte zuvor bereits mit dem Hausbesitzer erfolgreich über den Hauskauf verhandelt. Seit diesem Zeitpunkt besaß das heutige Hasserode ein eigenes Schulgebäude, das nach über 200 Jahren wegen Baufälligkeit zu Beginn des 21. Jahrhunderts abgerissen wurde.
Im örtlichen Denkmalverzeichnis ist das Haus noch heute als Baudenkmal unter der Erfassungsnummer 094 03327 im Denkmalbereich Friedrichstraße verzeichnet.